# Poeciloxestia lanceolata
Poeciloxestia lanceolata là một loài bọ cánh cứng trong họ Cerambycidae.